# Mixite
La mixite è un minerale appartenente al gruppo omonimo.

## Abito cristallino
Aciculare, radiale.

## Origine e giacitura
In giacimenti metalliferi come alterazione del bismuto nativo o di solfuri contenenti bismuto come la bismutinite e la wittichenite.

## Forma in cui si presenta in natura
Incrostazioni, aghi.

## Luoghi di ritrovamento
Nella catema di Erzgebirge; nella Foresta Nera; nelle Alpi e nello Utah.